# Boven-Wolgacultuur
De Boven-Wolgacultuur was een subneolithische archeologische cultuur aan de Boven- en Midden-Wolga van het 6e-3e millennium v.Chr. Ze ontstond op basis van de mesolithische Boetovocultuur. De belangrijkste activiteit was jagen en harpoenvissen. De nederzettingen bestonden uit hutachtige woningen. Er was aardewerk gemaakt van klei verschraald met watervogelmest.
Ze werd opgevolgd door de Ljalovocultuur.

## Kenmerken
Tijdens het neolithicum vond een boreale opwarming plaats op het grondgebied van het Russisch Laagland.  Er was een aanzienlijke verschuiving in de concentratie van vindplaatsen naar de noordelijke regio's van het laagland. De zuidgrens van dichte bevolking in deze periode was de regio Moskou, de regio's ten zuiden van Moskou hadden tijdens het neolithicum een zeer laag bevolkingsniveau. De hoogste dichtheid aan sites wordt waargenomen in de regio Jaroslavl. Het aantal vindplaatsen is hier tien keer hoger dan dat in de regio Koersk. Het aantal sites in de regio Tver is 4,5 keer meer dan in Koersk. Het grondgebied van de regio Vladimir was ook zeer dichtbevolkt. De regio Smolensk had een gemiddelde bevolking. Tijdens deze periode valt de hoogste dichtheid van archeologische vindplaatsen samen met de hoogste indicatoren van bosbedekking van de beschouwde gebieden.
De Boven-Wolgacultuur besloeg het uitgestrekte Wolga-Oka-gebied en werd verspreid gevonden in de oblasten Tver, Jaroslavl, Ivanovo, Moskou en een aantal andere regio's. Volgens antropologen is de Boven-Wolgacultuur ontstaan op basis van de lokale mesolithische bevolking.
De nederzettingen van de Boven-Wolgacultuur werden gevonden op hoge oevers van rivieren en meren, op eilanden in meren en op duinheuvels. De woningen waren klein, van 6 tot 12 m², ovaal, rond of rechthoekig met in het midden haardplaatsen. De mensen van de Boven-Wolgacultuur leefden in de zone van de loofbossen en hielden zich bezig met jagen, vissen, verzamelen en landbouw.
Men was goed bekend met de productie van aardewerk, gemaakt van klei verschraald met grove chamotte en uitwerpselen van watervogels. De decoraties besloegen het grootste deel van het oppervlak. Ze werden gedomineerd door zowel eenvoudige als symmetrische afbeeldingen van gekamde of gestoken motieven, begrensd door gebieden zonder ornament, of afbeeldingen van twee kammotieven en een putjesmotief ertussen. Composities begonnen meestal met een zone zonder ornament of kammotief langs de bovenrand. Dit werd meestal gevolgd door een zone met kam of kuiltjesmotieven, en dan weer een kammotief of een zone zonder ornament, enz.

## Overgang naar de Volosovocultuur
De Boven-Wolgacultuur werd in hetzelfde uitgestrekte gebied van de Oostzee tot de Kama en van Vologda tot Penza opgevolgd door de Volosovocultuur. Tijdens de Volosovoperiode ontstonden grotere nederzettingen, neolithische proto-steden, aan de rand waarvan begraafplaatsen met enkelvoudige en collectieve graven verschenen. Er ontstond een complexe begrafenisritus, vergezeld van rituele vuren, schatten en heiligdommen. De technieken van het produceren van gereedschappen en kunstvoorwerpen ontwikkelden zich sterk, en de cultuur ging uiteindelijk over in de kopertijdfase.
De archeologen en antropologen zijn het er over eens dat de Volosovocultuur een lokale oorsprong heeft omdat ze gebaseerd is op de Boven-Wolgacultuur. Volgens studies uitgevoerd door de antropologe T.I. Aleksejeva, lijkt de craniologische serie uit de Volosovo-periode sterk op de dragers van de Boven-Wolgacultuur. Ze stelt dat de continuïteit van de bevolking haar wortels heeft in het mesolithicum, en gedurende een zeer lange tijd duidelijk terug is te vinden, van het vroege neolithicum tot de kopertijd. De beschreven craniologische kenmerken, waaronder een sterke profilering van het middendeel van het gezicht en prominent uitstekende neus, vormden zich over het uitgestrekte grondgebied van Oost-Europa, waren buitengewoon stabiel en konden worden getraceerd in de populatie van latere historische tijdperken.